# Myrtil Frída
Myrtil Frída (21. prosince 1919 Praha – 10. srpna 1978 Praha) byl český filmový archivář, historik a publicista.

## Životopis
Neobvyklé křestní jméno dostal podle jedné z postav divadelní hry Hippodamie, jejímž autorem byl jeho prastrýc Jaroslav Vrchlický (vlastním jménem Emil Frida).
V roce 1945 začal spolupracovat s Jindřichem Brichtou, zakladatelem filmových sbírek Národního technického muzea a vedoucím Filmového archivu. Myrtil Frída pak pracoval ve filmovém archivu třicet let. Byl znalcem českého němého filmu a amerických němých grotesek, komedií a muzikálů. Byl autorem článků a publikací s filmovou tematikou, scenáristou (Král komiků) a spoluautorem televizních seriálů (Malá filmová historie, Nesmrtelné stíny, 52 komiků a spol.). Po okupaci Československa v srpnu 1968 ukryl ve filmovém archivu zakázané dokumentární filmy.
V roce 1978 přijal čestné členství v ineditním spolku Societas Incognitorum Eruditorum (první učená společnost toho jména existovala v Olomouci 1746–52). Ten od května 1976 do prosince 1988 SIE (12–18 přátel, převážně absolventů FFUK a MFFUK) vydával v 10 exemplářích strojopisný kulturně-politický měsíčník Acta incognitorum. (Dnes v Libri Prohibiti J. Gruntoráda.) M.F. v SIE, jejímiž zakládajícími členy byli i jeho dcera Eva a zeť, filmový historik Jiří Cieslar, přednášel a v AI též publikoval.[zdroj?]
Zahrál si také ve filmech Stopa vede do Liptákova (1969) a Adéla ještě nevečeřela (1977). Ve starších verzích představení Němý Bobeš (1971) z repertoáru Divadla Járy Cimrmana mu bylo věnováno poděkování jako vedoucímu filmového archivu za zpřístupnění krátkého filmu Tatranský národní park - část druhá: Srny a kamzíci, která pomohla představiteli titulní role při studiu.

## Filmová a televizní tvorba

### Filmy
- Král komiků (1963) – scénář
- Muzeum zázraků (1963) – odborná spolupráce
- Devadesát minut překvapení (1964) – spolupráce na scénáři
- Stopa vede do Liptákova (1969) – účinkuje, scénář
- Sejdeme se u Výstavní brány (1976) – scénář
- Adéla ještě nevečeřela (1977) – host

### Televizní pořady a cykly
- Malá filmová historie (1962–1967) – námět a scénář
- Desetkrát odpověz (1966–1968) – odborný poradce
- 70 let čs. filmu (1968) – námět a scénář
- Grandsupertingltangl (1969) – odborný poradce
- 52 komiků a spol. (1970–77) – námět a scénář
- Nesmrtelné stíny (1971–73) – námět a scénář
- Komik a jeho svět (1977) – námět a scénář
- Kino mého mládí (1978) – námět a scénář

## Publikace (výběr)
- KOLÁR, Jan Stanislav; FRÍDA, Myrtil. Československý němý film 1898–1930. Praha: Československý film, 1957.
- BROŽ, Jaroslav; FRÍDA, Myrtil. Historie československého filmu v obrazech 1930–1945. Praha: Orbis, 1966.
- BROŽ, Jaroslav; FRÍDA, Myrtil. Hugo Haas. Praha: Český filmový ústav, 1971.
- BROŽ, Jaroslav; FRÍDA, Myrtil. Douglas Fairbanks – moderní mušketýr. Praha: Československý filmový ústav, 1973.
- FRÍDA, Myrtil. Harold Lloyd. Praha: Československý filmový ústav, 1973.
- BROŽ, Jaroslav; FRÍDA, Myrtil. 666 profilů zahraničních režisérů. Praha: Československý filmový ústav, 1977.